# Strupen (Eds socken, Ångermanland)
Strupen är en sjö i Sollefteå kommun i Ångermanland och ingår i Ångermanälvens huvudavrinningsområde. Sjön har en area på 0,138 kvadratkilometer och ligger 210,6 meter över havet. Sjön avvattnas av vattendraget Björkån.

## Delavrinningsområde
Strupen ingår i det delavrinningsområde (702469-157580) som SMHI kallar för Utloppet av Strupen. Medelhöjden är 221 meter över havet och ytan är 0,98 kvadratkilometer. Räknas de 10 avrinningsområdena uppströms in blir den ackumulerade arean 82,22 kvadratkilometer. Björkån som avvattnar avrinningsområdet har biflödesordning 1, vilket innebär att vattnet flödar genom totalt 1 vattendrag - Ångermanälven - innan det når havet efter 50 kilometer. Avrinningsområdet består mestadels av skog (74 procent) och öppen mark (11 procent). Avrinningsområdet har 0,14 kvadratkilometer vattenytor vilket ger det en sjöprocent på 14,2 procent.